# Hejiabao, Gansu
Hejiabao är en socken i nordvästra Kina. Den ligger i Dangchang härad i staden Longnan i provinsen Gansu, omkring 230 kilometer söder om provinshuvudstaden Lanzhou. Antalet invånare är 5 210. Befolkningen består av 2 621 kvinnor och 2 589 män. Barn under 15 år utgör 21,0 %, vuxna 15-64 år 69 %, och äldre över 65 år 8,0 %.